# همنام
همنام، به یک نام شخص، موقعیت جغرافیایی، ساختمان یا موجودیت دیگری گفته می‌شود که نامی مشابه با   دیگری دارد یا از نام نهاد دیگری که برای نخستین بار این نام را داشته، نام‌گذاری شده است.  
اصطلاح مخالف آن، اشاره به موجودیت اصلی که نام دیگری پس از آن نامگذاری شده است، نام‌بخش (نام نسبت) نامیده می‌شود.

## جستارهای بیشتر
- نام رمز، کلمه یا نامی که به طور پنهانی برای اشاره به نام یا کلمه دیگری استفاده می‌شود.